# Клауд 9
Клауд 9 (енгл. Cloud 9) амерички је љубавни спортко-драмски филм из 2014. године. Филм је режирао Пол Хун, по сценарију Џастина Вера. Главне улоге глуме Дав Камерон, Лук Бенвард, Кирси Клемонс и Мајк Менинг. Радња филма смештена је у свет такмичарског сноубординга. Први оглас је емитован 29. новембра 2013. током премијере „Срећно, Џеси: Божић у Њујорку”. Премијера филма била је 17. јануара 2014. као оригинални филм Disney Channel-а. Премијеру филма пратило је 4,96 милиона гледалаца. Српска премијера филма била је 26. јуна 2014. на Disney Channel-у.

## Улоге
| Глумац            | Улога            |
| ----------------- | ---------------- |
| Дав Камерон       | Кејла Морган     |
| Лук Бенвард       | Вил Клауд        |
| Мајк Менинг       | Ник Свифт        |
| Кирси Клемонс     | Скај Сејлор      |
| Ејми Фарингтон    | Андреа           |
| Патрик Фабијан    | Ричард Морган    |
| Карлон Џефри      | Динк             |
| Ендру Колдвел     | Сем              |
| Дилон Лејн        | Берк             |
| Колтон Тран       | Мајк Ламб        |
| Викторија Моролес | Пија             |
| Тејтум Чиники     | Линдс            |
| Џефри Нордлинг    | Себастијан Свифт |

## Песме
- Дав Камерон и Лук Бенвард — „Cloud 9”
- Ники Флорес и Дон Бенџамин — „Across the Sky”
- — „” (са Mayru)
- Мег Контон, Cut One — „Zoom, Zoom, Zoom”